# Colpo
Colpo är en kommun i departementet Morbihan i regionen Bretagne i nordvästra Frankrike. Kommunen ligger i kantonen Grand-Champ som tillhör arrondissementet Vannes. År 2022 hade Colpo 2 258 invånare.

## Befolkningsutveckling
Antalet invånare i kommunen Colpo
| Referens: INSEE |